# مملسة متلفة
مملسة متلفة (الاسم العلمي: Pediococcus damnosus) هي نوع من البكتيريا تتبع جنس المملسة من فصيلة الملبنات.